# 陳仲民
大酋長陳仲民爵士，GCL，GCMG，KBE（英語：Grand Chief Sir Julius Chan；1939年8月29日—2025年1月30日），巴布亚新几内亚華裔政治人物，原籍中國廣東台山，前總理 （1980-1982年，1994-1997年），2007年当选巴布亞新幾內亞國會議員（代表新愛爾蘭省），逝世前为新爱尔兰省督。
出生于新爱尔兰省附近西南太平洋的坦戈岛，父亲陳柏是廣東台山的商人，陳仲民就读于澳洲昆士兰省布里斯班的阿什格罗夫圣母学院。1960年代陳仲民进入政坛，1972年被选为新爱尔兰省纳马塔奈区（Namatanai District）议会议员，1977年、1982年、1987年和1992年连任。四次任副总理(1976, 1985, 1986, 1992-1994)、两次任财政部长(1972–1977, 1992–1994)、一次初级工业部长(1976)和外交事务和贸易部长(1994)。1970年成为人民进步党领袖，1981年获授大英帝國最優秀爵级司令勳章(KBE)，次年成为英国枢密院顾问。
1980年3月11日，陳仲民担任巴新第二任总理，1994年再次当选。2007年任新爱尔兰省督直至逝世。
陈仲民与夫人斯蒂拉结婚于1966年，有四个孩子：Vanessa Andrea、Byron James、Mark Gavin和Toea Julius。他的儿子拜伦·陈在2002年也当选为新爱尔兰省纳马塔奈区议会议员，在政府中担任矿业部部长。
| 前任： 迈克尔·索马雷            | 巴布亞紐幾內亞總理 1980年─1982年 | 繼任： 迈克尔·索马雷 |
| 前任： 帕亞斯·溫蒂 Paias Wingti | 巴布亞紐幾內亞總理 1994年─1997年 | 繼任： 比爾·史凱特   |